# Ethan Hawke
Ethan Green Hawke (Austin, 6. studenoga 1970.) je američki filmski glumac i redatelj.

## Životopis
Hawke se pojavio na filmskom platnu 1985. godine uz Rivera Phoenixa u filmu Istraživači, no poznat je postao ulogom u višestruko nagrađenom filmu Društvo mrtvih pjesnika (4 nominacije za Oscara itd.), iz 1989. godine. 

## Izabrani filmovi
- "Dok vrag ne sazna da si mrtav" (Before the Devil Knows You're Dead - 2007.) - Hank Hanson
- "Gospodar rata" (Lord of War - 2005.) - Jack Valentine
- "Napad na policijsku stanicu 13" (Assault on Precinct 13 - 2005.) - Narednik Jake Roenick
- "Prije sumraka" (Before Sunset - 2004.) - Jesse
- "Dan obuke" (Training Day - 2001.) - Jake
- "Gattaca" (1997.) - Vincent Freeman
- "Prije svitanja" (Before Sunrise - 1995.) - Jesse
- "Zagrizi život" (Reality Bites - 1994.) - Troy Dyer
- "Društvo mrtvih pjesnika" (Dead Poets Society - 1989.) - Todd Anderson

## Vanjske poveznice
- Ethan Hawke u internetskoj bazi filmova IMDb-u (engl.)